# Cerro Colorado de Pariamarca
Cerro Colorado de Pariamarca es un caserío peruano ubicado en el distrito de Huancabamba, perteneciente a la provincia homónima del departamento de Piura, al norte del Perú. 

## Ubicación
Cerro Colorado de Pariamarca se ubica al noroeste de la provincia de Huancabamba, en el distrito de Huancabamba, en el departamento de Piura.

## Demografía
En 2017 Cerro Colorado de Pariamarca tenía una población de 64 habitantes.